# Taunton Deane

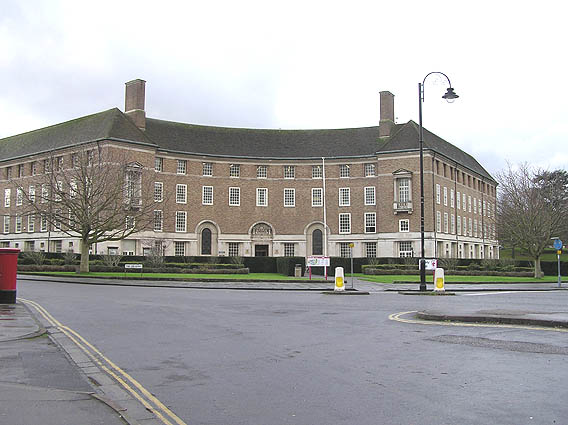
Siedziba hrabstwa Somerset – County Hall

Taunton Deane – dawny dystrykt niemetropolitalny w Anglii, w hrabstwie Somerset, ze stolicą w Taunton. Powierzchnia 432,36 km², zamieszkany przez 110 187 osób (2011). 
Dystrykt utworzony został 1 kwietnia 1974. Funkcjonował do 1 kwietnia 2019 roku, kiedy to w wyniku połączenia z sąsiednim West Somerset, utworzony został dystrykt Somerset West and Taunton.

## Miasta
- Taunton
- Wellington
- Wiveliscombe

## Inne miejscowości
Adsborough, Ash Priors, Ashbrittle, Bathealton, Bickenhall, Bishop’s Hull, Bishops Lydeard, Bradford-on-Tone, Burrowbridge, Cheddon Fitzpaine, Chipstable, Churchstanton, Combe Florey, Comeytrowe, Corfe, Cothelstone, Creech St Michael, Curland, Durston, Fitzhead, Halse, Hatch Beauchamp, Kingston St Mary, Langford Budville, Lydeard St Lawrence, Milverton, North Curry, Norton Fitzwarren, Nynehead, Oake, Orchard Portman, Otterford, Pitminster, Rockwell Green, Ruishton, Sampford Arundel, Staple Fitzpaine, Stawley, Stoke St Gregory, Stoke St Mary, Thorne St Margaret, Thornfalcon, Tolland, Trull, Wellington Without, West Bagborough, West Buckland, West Hatch, West Monkton.